# غويلرمو مينا
غويلرمو مينا (بالإسبانية: Guillermo Mena)‏ هو لاعب كرة قدم مكسيكي، ولد في 9 مايو 1994. لعب مع نادي أونيفرسيداد ناسيونال.